# Titanic (película de 1943)
Titanic es una película alemana de 1943, dirigida por Herbert Selpin. Es una película de propaganda política nacionalsocialista que trata el tema del hundimiento del transatlántico de lujo RMS Titanic.

## Argumento
La película muestra la catástrofe desde un punto de vista de propaganda antibritánica. La compañía naviera White Star Line está a punto de caer en la bancarrota y, por lo tanto, soborna al capitán Edward John Smith para que cruce el Atlántico en un nuevo tiempo récord. De esta manera, la compañía naviera obtendrá la codiciada Banda Azul, que denota al barco más rápido en cruzar el océano Atlántico, salvando a la compañía de la ruina. Sólo el primer oficial, un alemán de apellido Petersen, reconoce el peligro, pero sus advertencias son ignoradas. 
Durante el hundimiento los pasajeros Británicos ricos, incluyendo al presidente de la naviera, Bruce Ismay, tratan de sobornar al capitán y al Alemán Petersen para obtener un lugar en un bote salvavidas mientras los de tercera clase arman desorden y tumultos en su camino a los botes. Los pasajeros y miembros de la tripulación de origen Alemán demuestran el mayor valor y carácter durante el hundimiento, mientras una aristócrata Rusa de apellido Olynsky que recién cayó en bancarrota ayuda en la evacuación más por sus sentimientos hacia Petersen, el cual se salva justo a tiempo junto a una niña que había quedado abandonada.
Al final de la película, en la escena de un juicio, el primer oficial Petersen acusa al presidente de la naviera Ismay de ser el único responsable del desastre. La comisión judicial rechaza su punto de vista, alegando que el fallecido capitán Smith tenía la última responsabilidad sobre el mando del barco. Entre las tramas secundarias hay varias historias románticas con situaciones de amor verdadero, viejos amores, nuevo amor, triángulo amoroso, compromiso, casamiento y sacrificios de todos los personajes.

## Trasfondo y crítica
La película falsifica los orígenes y el curso que siguió la tragedia. No hay pruebas fidedignas de que el RMS Titanic navegara hacia el desastre en busca de un récord de velocidad. Tampoco es cierto que la naviera White Star estuviese al borde de la bancarrota; de lo contrario la compañía no hubiese existido hasta 1934, cuando se fusionó con la Cunard Line.
El director, Herbert Selpin, fue encarcelado durante el rodaje de la película por declaraciones negativas sobre la Wehrmacht. Según las autoridades, fue encontrado muerto en su celda el 1 de agosto de 1942. Nunca quedó claro si fue suicidio o asesinato. La película fue terminada bajo la dirección de Robert Klinger.
Cuando la película estuvo finalmente lista para ser exhibida, la guerra ya se estaba desarrollando desfavorablemente para Alemania. Joseph Goebbels temió que hubiera asociaciones derrotistas y comparaciones entre el hundimiento del Titanic y el hundimiento del Tercer Reich, por lo que no permitió que fuera exhibida en Alemania. Sólo fue proyectada en los países ocupados.
Las escenas de la noche del hundimiento y las escenas de la cubierta del Titanic fueron filmadas en el buque alemán Cap Arcona. En 1945 el Cap Arcona fue bombardeado por aviones aliados en la bahía de Lübeck. El barco estaba trasladando a prisioneros de campos de concentración y se estima que entre 3000 y 3500 murieron en su hundimiento, más del doble de las víctimas del desastre del Titanic.
Cuatro escenas de esta película fueron utilizadas en la película A Night to Remember, sobre el mismo tema, filmada en 1958.